# Prime Circle
I Prime Circle sono un gruppo rock sudafricano originario di Witbank e attivo dal 2000.

## Formazione

### Formazione attuale
- Ross Learmoth – voce, chitarre (dal 2000)
- Marco Gomes – basso (dal 2000)
- Dale Schnettler – batteria, percussioni, chitarra, cori (dal 2008)
- Dirk Bisschoff – chitarre (dal 2000)
- Neil Breytenbach – tastiere (dal 2007)

### Ex componenti
- Gerhard Venter – batteria, percussioni, cori (2000-2008)

## Discografia

### Album studio
- 2002 - Hello Crazy World
- 2005 - Live This Life
- 2008 - All or Nothing
- 2010 - Jekyll & Hyde
- 2012 - Evidence
- 2014 - Let the Night In
- 2017 - If You Don't You Never Will
- 2019 - Live World

### Raccolte
- 2007 - Living in a Crazy World
- 2007 - The Best of
- 2010 - The Ultimate

### Singoli
- 2008 - She Always Gets What She Wants